# گوک‌لر (اورتاکوی)
گوک‌لر (به ترکی استانبولی: Gökler) یک منطقهٔ مسکونی در ترکیه است که در اورتاکوی (آق‌سرای) واقع شده‌است.